# A Tourinform épülete (Miskolc)
A Tourinform épülete Miskolcon, a Széchenyi utca 16. szám alatt áll. A ház 1881-ben épült fel Koós Samu kereskedő megbízásából.

## Története
A mai ház helyén a 17. század végén Kovács Sámuel kúriája állt. Utána a 18. század első felétől a Miskolcon tért nyerő görög kereskedők, név szerint a Dimcsa família kezébe került. 1781-ben a ház leégett. 1793-ban Dimcsa Naum még csak a szomszédos, 18. szám alatti házat birtokolta, de az 1818-as összeíráskor már a 16. szám is az övéké volt. A görögöket a következő időszakban a zsidó kereskedők kezdték felváltani, és az építmény 1853-ban már Koós Samu (1848–1929) kereskedő, később a Borsod-Miskolci Hitelbank vezérigazgatója. a város egyik legvagyonosabb polgára tulajdonában volt. (A Koós család elsősorban a kereskedelemben és a bankszektorban volt érdekelt.) Az 1878-as miskolci árvíz során a ház feltehetően ismét sérüléseket szenvedett, mert Koós Samu 1881-ben lebontatta, és a helyén felépíttette a mai épületet. Az emeleten lakóterületét alakította ki, a földszinti üzletben a még 1871-ben alapított üveg- és porcelánüzletét működtette. Az üzlet az 1930-as évekig funkcionált, Koós Soma és testvérei üveg-, porcelán- és kőedény kereskedése néven. Az 1940-es években az üzlethelyiségből cukrászda lett, az olasz Ermenegildo Buttignon, a városban népszerű, becenevén is ismert „Dzsildó” nyitott üzletet „Capri” néven. Miskolcon abban az időben rajta kívül több legendás cukrász is működött, elég, ha Carlo Pivát vagy Megay Róbertet említjük. Buttigon az 1930-as években került Miskolcra, első üzletét a Széchenyi utca 107. alatt nyitotta, innen költözött „följebb” a főutcán. A Capri nevet Adamecz Kálmán nevű cukrászával közösen találták ki, és az új üzletet Buttigon tulajdonképpen a fiának szánta. Az államosítás után a tulajdonosok visszatértek Olaszországba, de a Capri név fennmaradt egészen a 2010-es évek elejéig. A cukrászda egy ideig Bigatton-érdekeltségbe került. Az épületet 1980–81-ben, majd 2005-ben felújították. Az első felújítás során a kapubejárót beépítették, és a cukrászda részévé tették. 2013. július 5-én ide költözött a miskolci Tourinform, amely Tourinform Iroda és Miskolc Bolt néven kínálja szolgáltatásait. 2019 tavaszán megújult az iroda berendezése, a bal oldali üzlethelyiséget pedig egy órás foglalta el.
A ház udvari részén lakott 1862 és 1865 között Országh Pál szlovák költő (1875-ben vette fel a Hviezdoslav nevet) a nagybátyjánál, Országh Pál szabómesternél. A költő a Hunfalvy fivérekkel érkezett a városba Felsőkubinból, hogy a miskolci evangélikus gimnáziumban tanuljon. Erről a tényről a ház falán 1959-ben elhelyezett, kétnyelvű márványtábla is megemlékezik.

## Leírása
Az épület egyemeletes, főutcai homlokzata öttengelyes, 2+3 osztású. A szomszédos épületeknél egyszerűbb, de szép arányokkal rendelkező homlokzat megőrizte eredeti kinézetét, de az erkélyt csak az 1920-as évek elején építették. A törtíves alaprajzú erkély a negyedik tengelyben helyezkedik el, erősítve az aszimmetrikus hatást. Az előre néző oldalon kovácsoltvas rács van rajta, két oldalt falazott kivitelű. A kapubejáró a bal oldali ablakpár alatt helyezkedett el, de ezt beépítették. Nyílását szépen adja vissza a kialakított portál, a kapualj kolostorboltozattal volt fedve. A földszinti üzletportál körüli rész finoman kváderezett, az egykori kapubejáró fölött füzéres dísz van. Az emeleti nyílászárók egyenes záródásúak, alattuk kazettában elhelyezett díszek vannak, a szemöldökpárkányok kivitele eltérő. Az ablakok közötti részeken az osztópárkányról induló lizénák húzódnak. Az épület L alaprajzú, déli oldalszárnya viszonylag rövid, és az Európa térre, illetve az alatta kialakított mélygarázsra néz.

## Képek

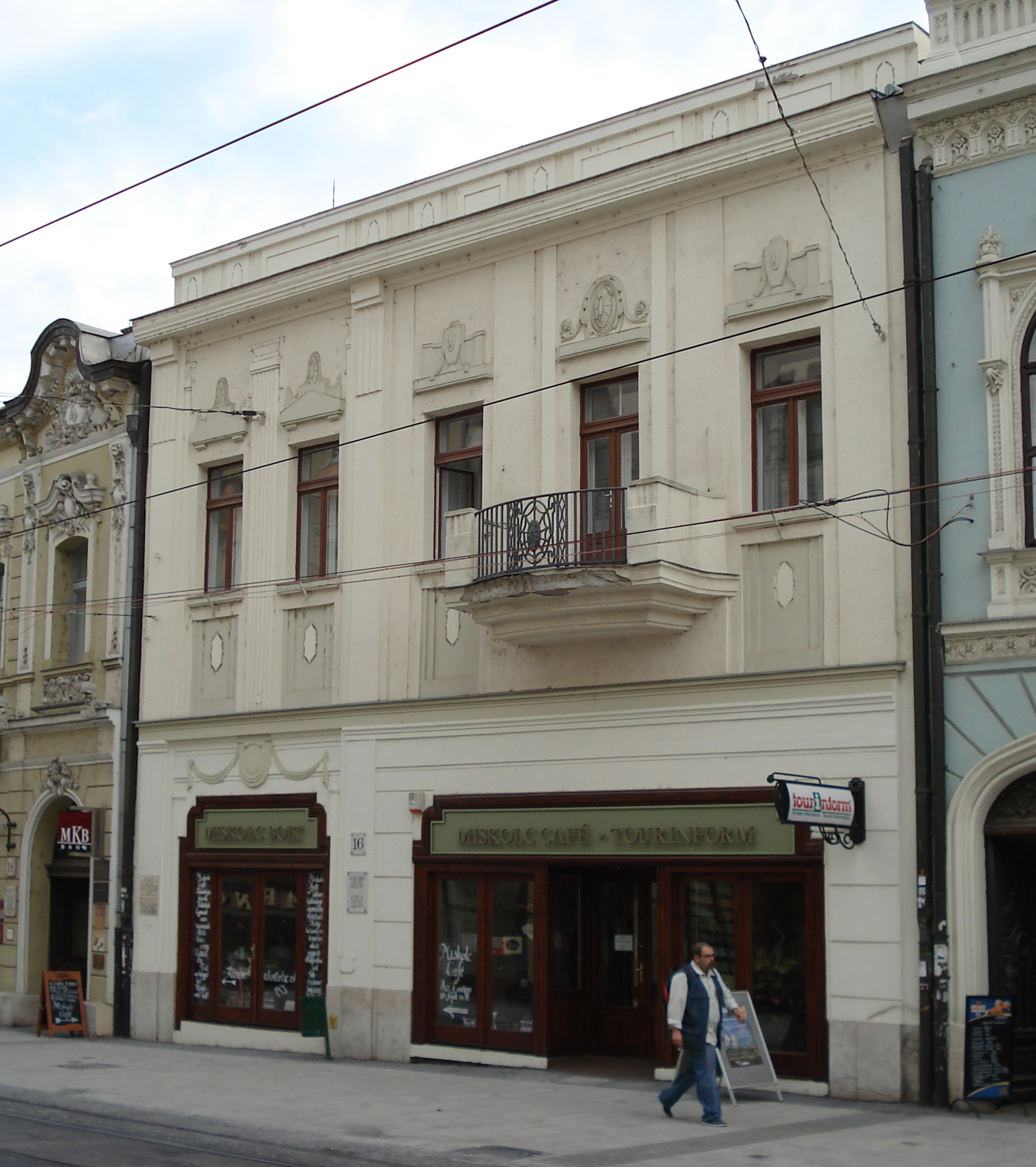
Az épület délnyugat felől
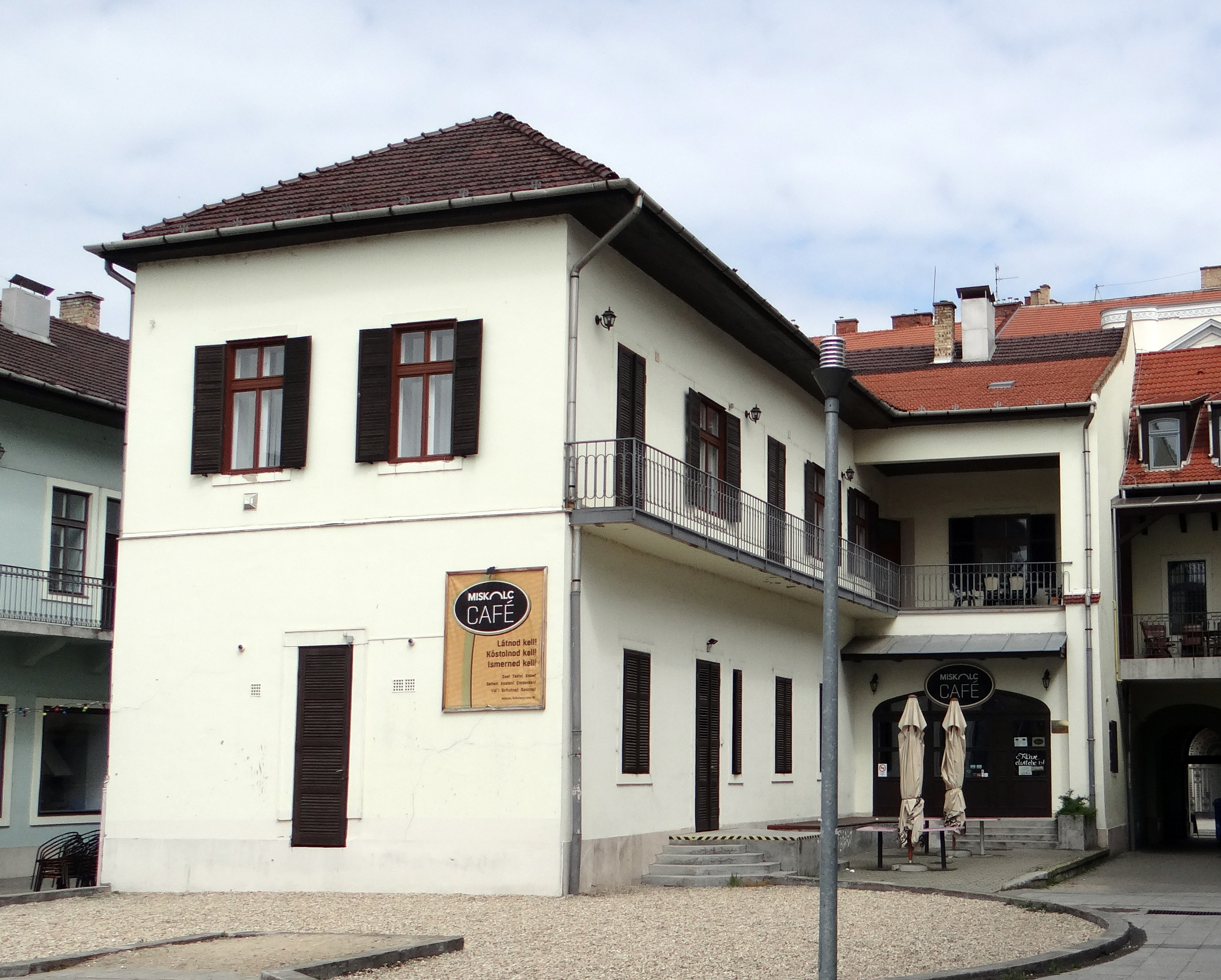
A ház déli nézete
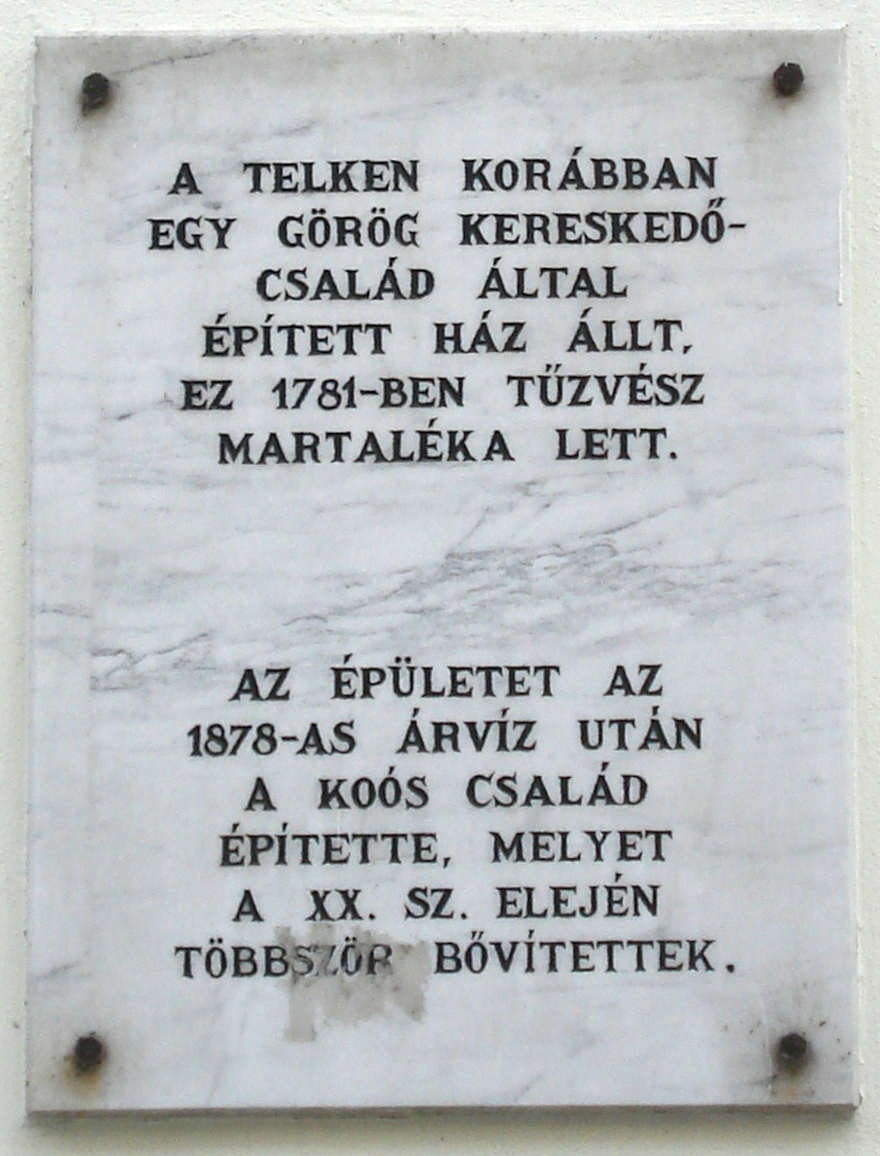
Emléktábla a házon
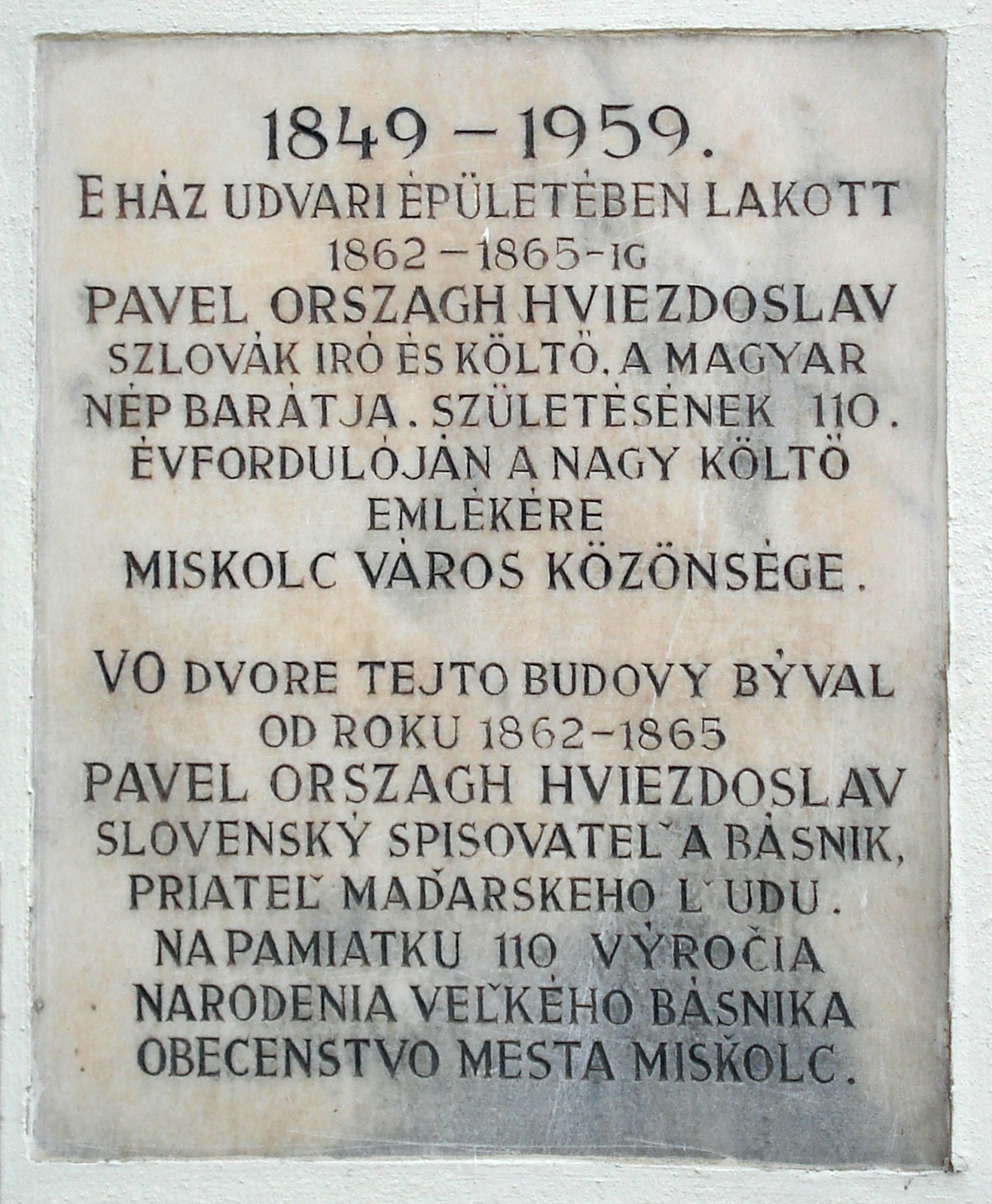
Pavel Országh Hviezdoszlav emléktáblája
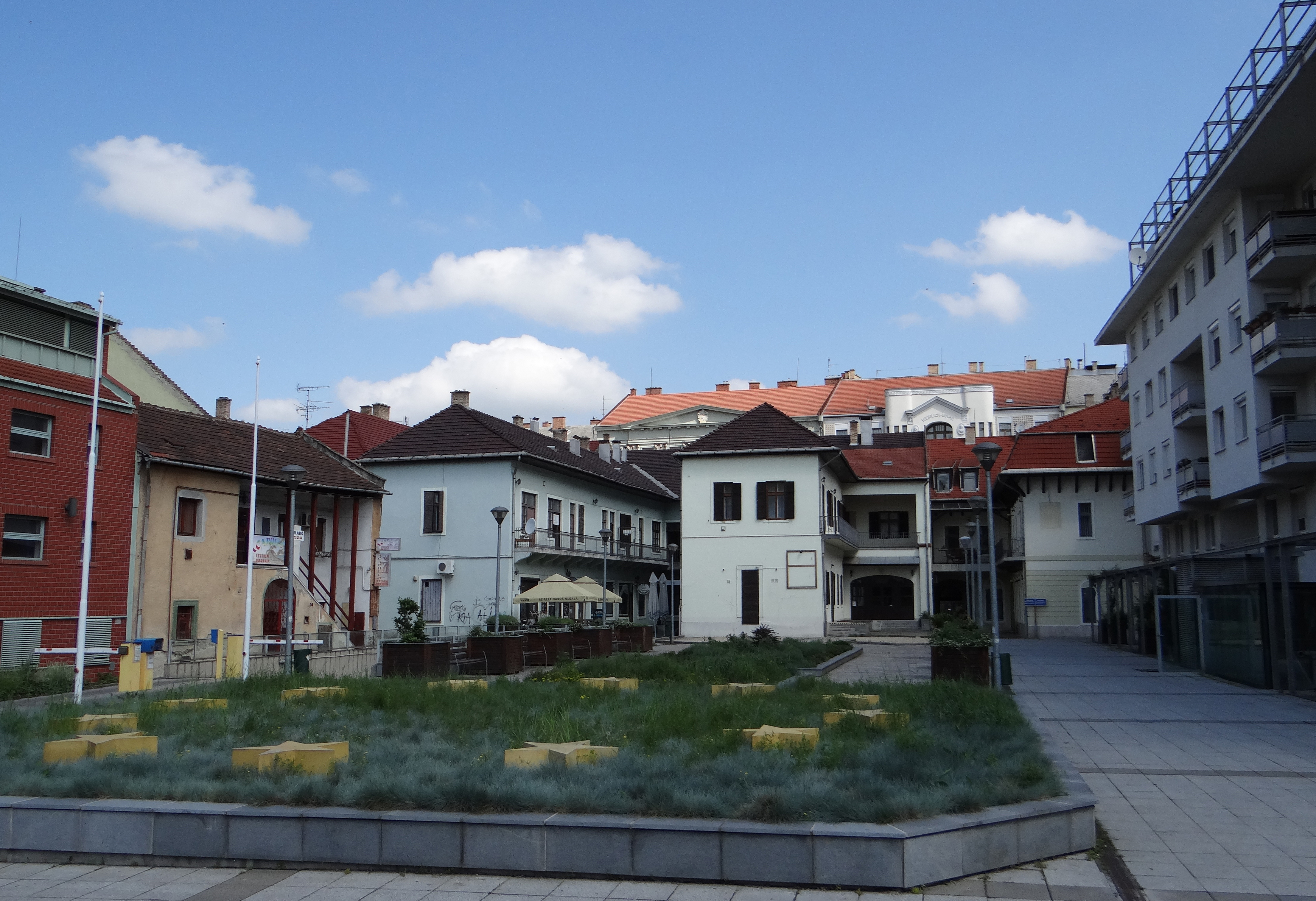
Európa tér az épülettől délre